# 曾禎
曾禎，臺灣電視劇與電影製作人，從事戲劇工作長達24年。曾參與製作過之戲劇作品近三十部，擅長劇組運作之各項統籌執行工作、拍攝進度掌控、人力資源調度分配、劇本構思策劃及撰寫等，目前為瑞陞傳播有限公司負責人、星映電影有限公司總監。

## 作品

### 編劇類
- 華視：
  - 《海海人生》（2016）
- 台視：
  - 《田庄英雄》
- 三立：
  - 《廢財闖天關》（2020）
- 電影：
  - 《第三個願望》（2012）[1]
  - 《玩命貼圖》（2019）[2]
  - 《為你存在的每一天》（2019）

### 製作類
- 華視金鐘劇：
  - 《砲彈與菜刀》（2006）
  - 《夢醒他鄉是故鄉》（2007）
- 華視八點檔：
  - 《這三個女人》（2008）（獲行政院新聞局95年度第一梯次優質高畫質電視節目連續劇類補助）
- 電視電影：
  - 《柿子紅了》（2009）
- 台視八點檔：
  - 《田庄英雄》（2011）
- 電影：
  - 《第三個願望》（2012）
  - 《風雲高手》（2015）
  - 《玩命貼圖》（2019）[3]
  - 《為你存在的每一天》（2019）

### 執行製作類
- 華視：
  - 《驚世媳婦》（創台灣電視史首次以閩南語發音的八點檔收視新高，SRT收視率最高曾達20%）
  - 《驚世新娘》
  - 《我的阿爸我的子》
  - 《我愛我妻我愛子》
  - 《月老笑姻緣》
- 中視：
  - 《童養媳》 （創中視首破百集紀錄）
  - 《海海的人生》
  - 《媽祖拜觀音》
  - 《土地公》
  - 《媽媽再愛我一次》

### 統籌類
- 年代：
  - 《十歲新娘》
  - 《慈濟大愛》
  - 《蒜頭師姐》
- 民視：
  - 《春天後母心》
  - 《春天父母心》
  - 《親戚不計較》

## 得獎紀錄
》
華視：《砲彈與菜刀》
- 入圍2006年金鐘獎迷你戲劇類最佳導演、最佳男主角、最佳男配角
- 榮獲2006年金鐘獎迷你戲劇類最佳男配角

電影《玩命貼圖》所榮獲的獎項共3個，入圍4個獎項
- 榮獲洛杉磯影展"最佳新導演""最佳特效"兩項大獎
- 入圍第42屆加拿大蒙特羅世界影展
- 入圍洛杉磯影展
- 入圍美國恐怖迷影展
- 入圍北紐約恐怖影展
- 榮獲好萊塢恐怖影展榮譽稻穗

電影《為你存在的每一天》所榮獲的獎項共20個
- 榮獲 美國獨立電影獎《亞洲卓越特別提及獎》
- 榮獲 義大利佛羅倫斯電影獎 《最佳劇情片導演》
- 榮獲 紐約電影獎 《最佳影片》《最佳劇情片》《最佳新導演》《最佳年輕演員》《最佳演員組合》
- 榮獲洛杉磯電影獎《最佳劇情片》《最佳新導演》《最佳演員組合》《最佳劇情片榮譽獎》
- 榮獲洛杉磯菲斯蒂喬斯國際影展《最佳劇情片》《最佳劇情片導演》《最佳原著故事》《最佳女主角榮譽獎》《最佳演員組合》《最佳攝影》！
- 榮獲義大利奧尼羅電影獎《最佳劇情片》
- 榮獲倫敦獨立電影獎《最佳劇情片》《最佳女導演》

## 外部連結
- 瑞陞傳播的facebook粉絲專頁
- 星映電影的facebook粉絲專頁